# Di sản văn hóa Hiraizumi
Hiraizumi – Đền thờ, vườn và các địa điểm khảo cổ đại diện cho vùng đất Phật giáo là một nhóm bao gồm 5 địa điểm là các ngôi đền, vườn, di chỉ khảo cổ Phật giáo cuối thế kỷ 11, 12 tại Hiraizumi, thuộc tỉnh Iwate, Nhật Bản. Các di sản đại diện cho Phật giáo, thể hiện tín ngưỡng tâm linh và sự phát triển của đạo Phật trên đất Nhật Bản đã được UNESCO công nhận là di sản thế giới vào năm 2011.
Di sản bao gồm 4 khu vườn với cây cối, đền đài được xây dựng bởi gia đình Fujiwara Oshu, một gia tộc cầm quyền ở miền Bắc Nhật Bản thể hiện tín ngưỡng đối với đạo Phật. Các ngôi đền đều được xây dựng thế kỷ 11, 12 nhưng hai trong số đó đã được xây dựng lại. Các khu vườn bao gồm nhiều cây cối, các ngôi đền, (trong đó có cả ngôi đền được dát bằng vàng ở Chûson-ji), hồ nước. Tất cả được bố trí một cách rất phù hợp.
Di sản ở Hiraizumi bao gồm 4 khu vườn và đền là: Chûson-ji, Mōtsū-ji, Kanjizaiô-in Ato, Muryôkô-in Ato và ngọn núi thiêng Kinkeisan.
| Tên                                           | Thể loại | Mô tả | Hình ảnh | Tọa độ                                                |
| --------------------------------------------- | -------- | --- | -------- | ----------------------------------------------------- |
| Chūson-ji 中尊寺境内 Chūsonji keidai          | Đền thờ  | Được thành lập bởi Ennin năm 850; xây dựng lại bởi Fujiwara no Kiyohira vào đầu thế kỷ 12; một đám cháy năm 1337 thiêu rụi nhiều tòa nhà và các hiện vật của đền thờ; Thi hài của Fujiwara no Kiyohira được cất giữ tại Konjikidō được coi là Quốc bảo còn ngôi đền ngày nay là di tích lịch sử quốc gia đặc biệt của Nhật Bản. |          | 39°00′07″B 141°06′00″Đ / 39,00186419°B 141,10007091°Đ |
| Mōtsū-ji 毛越寺境内 Mōtsūji keidai            | Đền thờ  | Được thành lập bởi Ennin năm 850; xây dựng lại bởi Fujiwara no Kiyohira vào đầu thế kỷ 12;; nó bị phá hủy bởi một trận hỏa hoạn trong năm 1226 đã khiến Azuma Kagami là một văn kiện được coi như "có một không hai trong thời đại chúng ta" gần như là bị thiêu rụi hoàn toàn; Đây là một khu vườn với đường lát đá, ao, bãi sỏi, bán đảo, đảo, đá cảnh khiến đây là một danh lam thắng cảnh đặc biệt; khu vực và kết hợp đền thành hoàng là một di tích lịch sử đặc biệt của Nhật Bản. |          | 38°59′26″B 141°06′56″Đ / 38,99053116°B 141,11545706°Đ |
| Kanjizaiō-in Ato 観自在王院跡 Kanjizaiōin ato | Đền thờ  | Thành lập gần với Mōtsū-ji và gặp trận hỏa hoạn năm 1573; đây là một khu vườn với những con suối, ao, bãi đá cuội, đảo, tạo thành một danh lam thắng cảnh tuyệt đẹp. |          | 38°59′17″B 141°06′37″Đ / 38,9881789°B 141,11037523°Đ  |
| Muryōkō-in Ato 無量光院跡 Muryōkōin ato       | Temple   | Được thành lập như là một nơi thờ Phật A Di Đà bởi Fujiwara no Hidehira trong thế kỷ 12; dựa theo mô hình của đền Byōdō-in gần Kyoto; khu vườn có ao, đảo và đá cảnh, là một di tích lịch sử đặc biệt. |          | 38°59′35″B 141°06′57″Đ / 38,99293001°B 141,1158882°Đ  |
| Núi Kinkeisan 金鶏山 Kinkeizan                | Núi      | Đây là nơi dùng để thiêu hủy Kinh Phật và là nơi có một miếu thờ lớn. |          | 38°59′36″B 141°06′33″Đ / 38,99335037°B 141,10920153°Đ |

## Hình ảnh

Chûson-ji
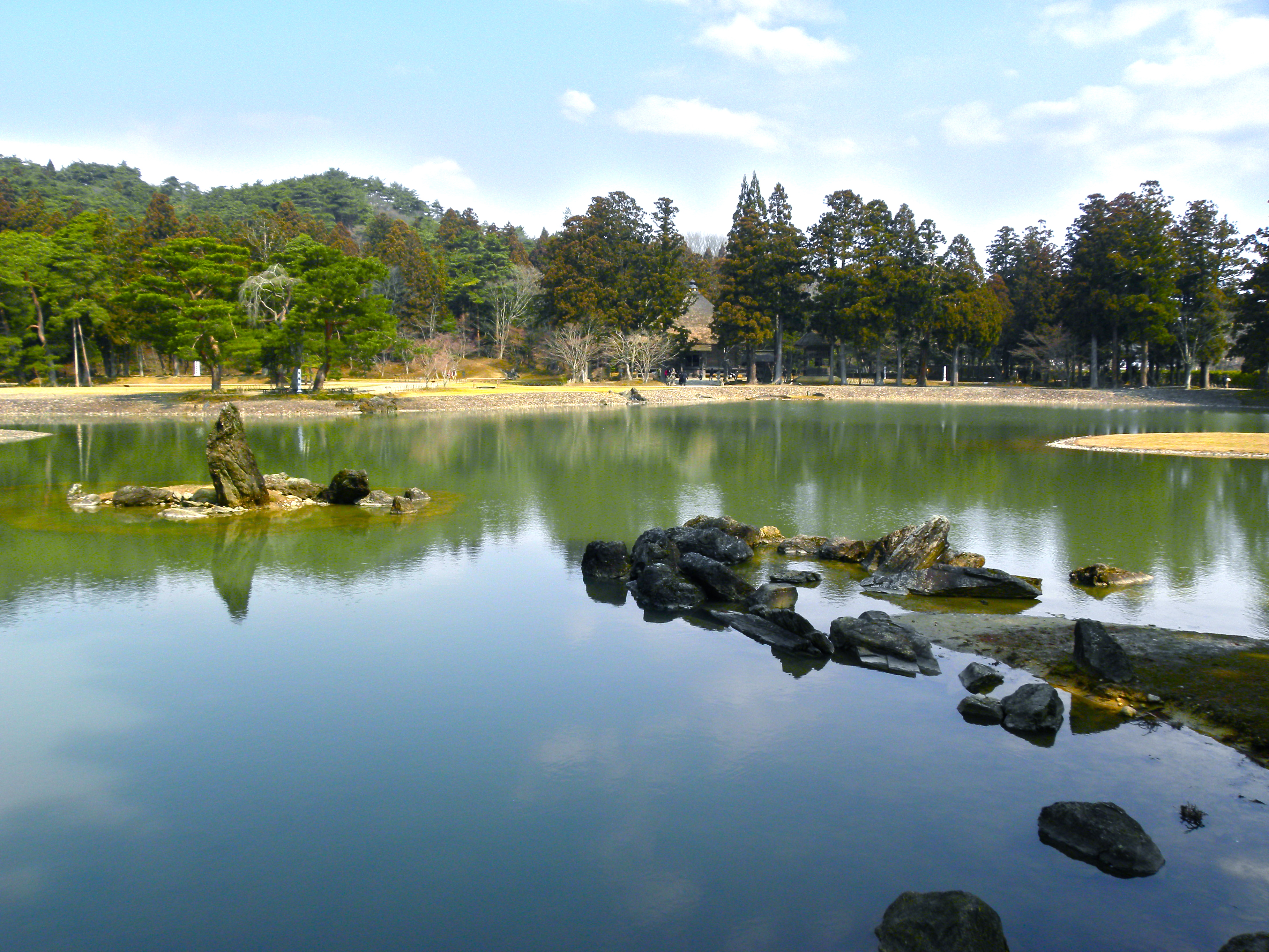
Khu vườn Mộtsû-ji
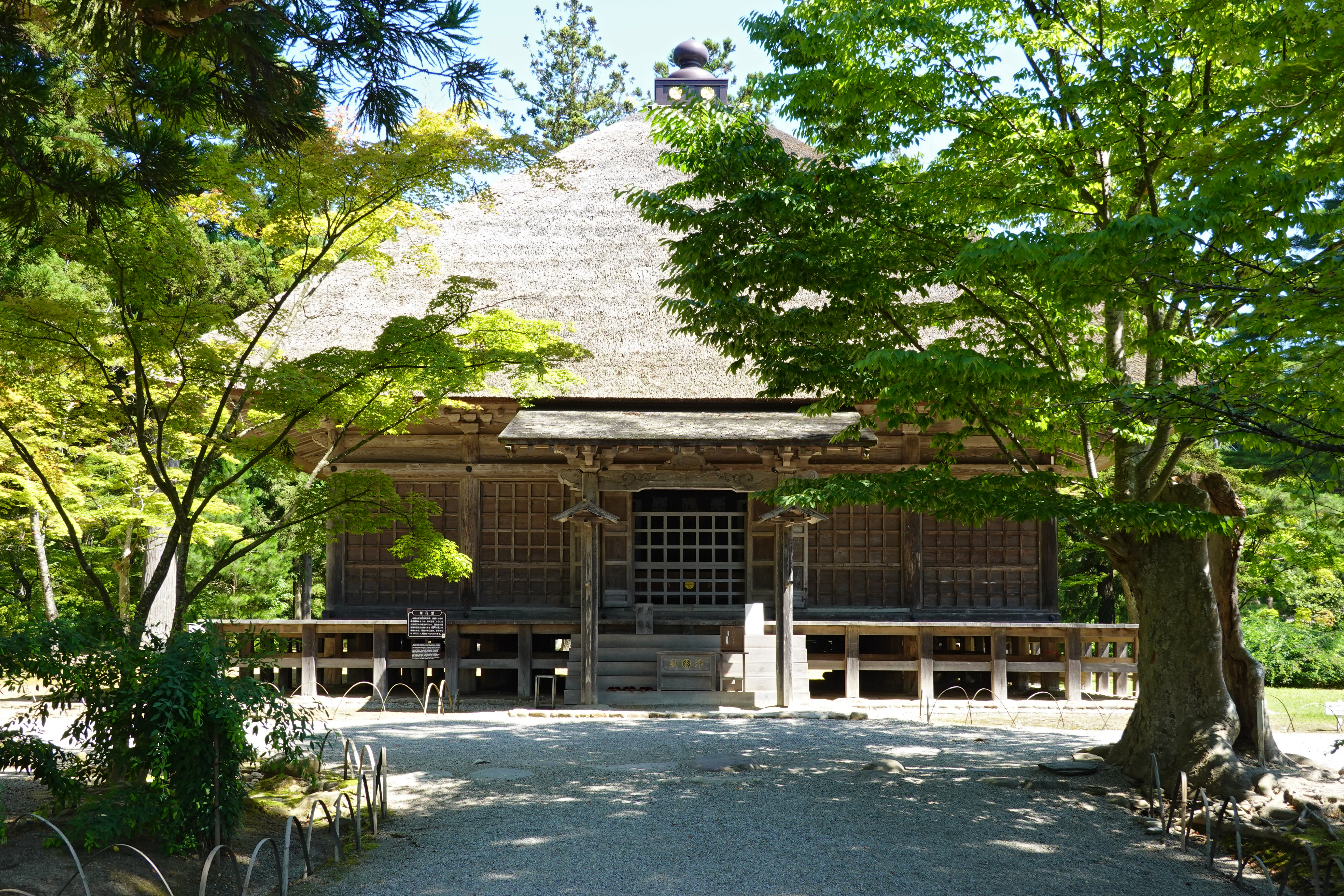
Ngôi đền thờ ở Mộtsû-ji
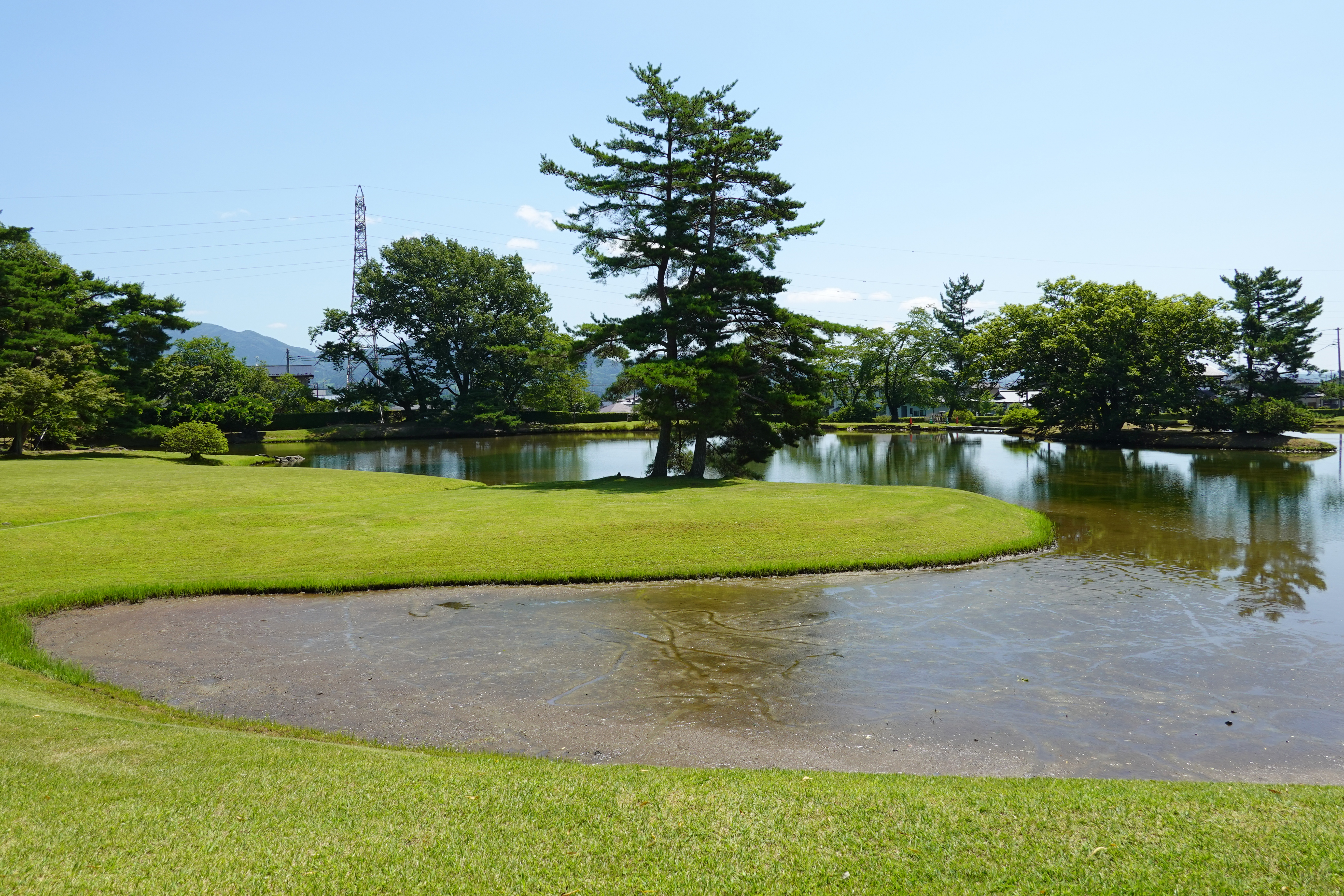
Khu vườn Kanjizaiô-in Ato
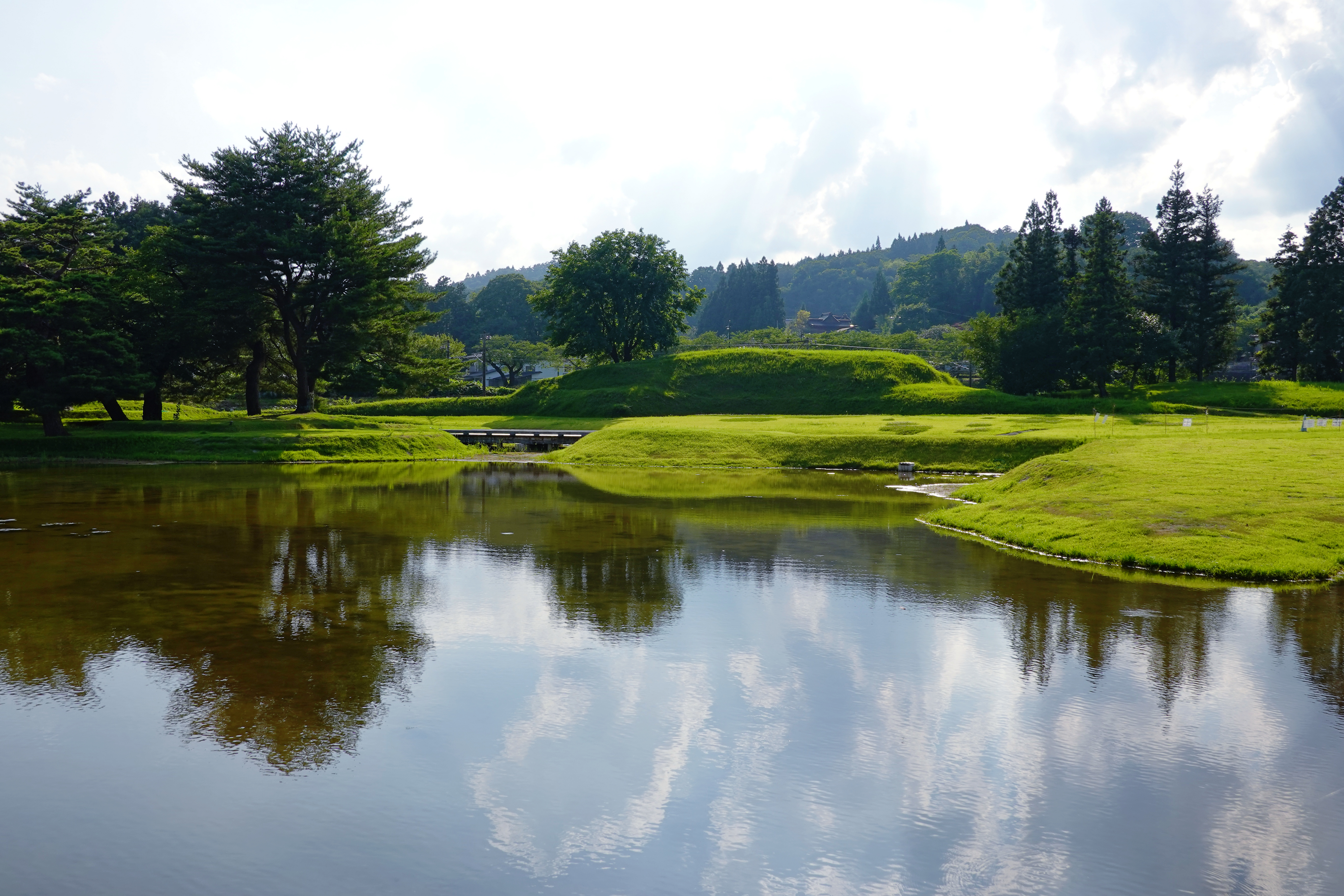
Muryôkô-in Ato
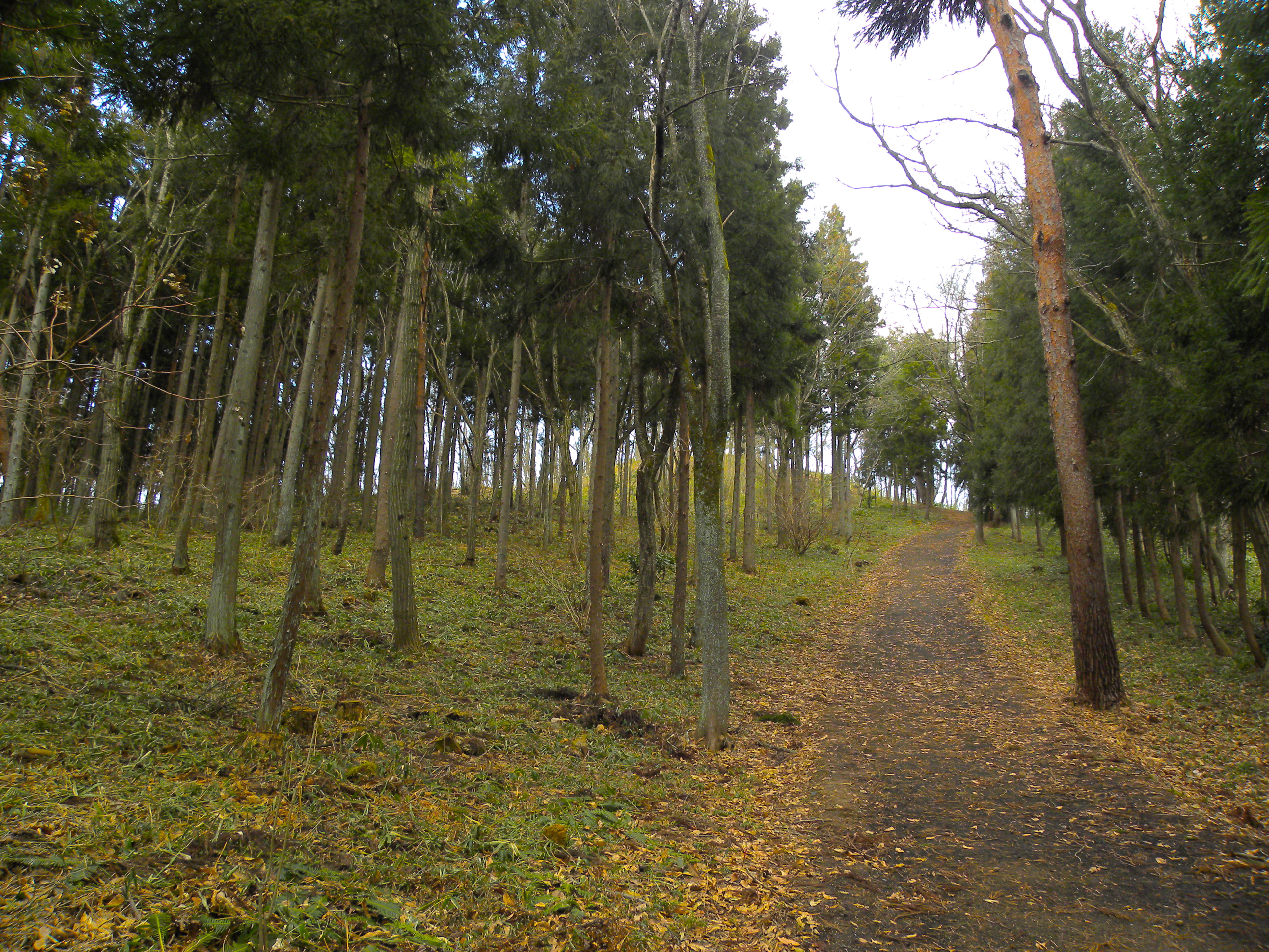
Núi thiêng Kinkeisan